# Virus sincitial respiratorio
El virus respiratorio sincicial humano (VRS) o virus sincicial respiratorio humano (VSR), es un virus de cadena simple de ARN en sentido negativo perteneciente a la familia de los paramixovirus (Paramyxoviridae), la cual incluye virus respiratorios comunes, como los que causan el sarampión y la parotiditis. El VRS es miembro de la subfamilia de los pneumovirus (Pneumoviridae).

## Sintomatología
El VSR causa infección del tracto respiratorio en pacientes de todas las edades. Es la causa mayor de infecciones al tracto respiratorio durante la infancia y la niñez. En los climas templados es una epidemia anual durante los meses de invierno. En climas tropicales, la infección es más común en la temporada de lluvias.
En Estados Unidos, el 60 % de los niños se infectan durante la primera temporada del VSR y casi todos los niños se habrán infectado con el virus al llegar a los 2 o 3 años de edad. La infección natural con el VSR no induce inmunidad y las personas pueden volver a infectarse. A veces un niño puede infectarse sintomáticamente más de una vez en la misma temporada del VSR. Recientemente se ha visto un fuerte incremento en los casos del VSR en pacientes de edad avanzada.
En la mayoría de los casos, el VSR produce solo síntomas menores, indistinguibles de un resfriado común o enfermedades menores. Para algunos niños, sin embargo, el VSR puede causar bronquiolitis, produciendo un cuadro respiratorio grave que requiere hospitalización y que, con muy poca frecuencia, llega a provocar la muerte. Esto ocurre sobre todo en pacientes con problemas inmunitarios o en bebés prematuros.
Los silbidos en el pecho o asma son comunes entre los individuos que han sufrido de infecciones graves del VSR durante los primeros meses de vida; si los silbidos del pecho frecuentes son secuela del VSR o si quienes padecen asma están en riesgo de infectarse en forma seria con el VSR, es algo que está en constante debate.

## Virología
El VRS es un virus de cadena simple de ARN en sentido negativo que cuenta con envoltura. Su nombre proviene del hecho de que las proteínas F en su superficie hacen que las membranas celulares vecinas se fusionen creando grandes sincicios multinucleados. Su genoma es lineal, tiene aproximadamente 15 000 nucleótidos de longitud y cuenta con diez genes que codifican 11 proteínas. 
Su genoma está dentro de una nucleocápside helicoidal, y está rodeado por proteínas de matriz y una envoltura que contiene glicoproteínas virales. 
| Localización        | Proteína | Nombre alternativa           | Función                                                      | Información adicional |
| ------------------- | -------- | ---------------------------- | ------------------------------------------------------------ | --- |
| Envoltura lipídica  | G        | Glicoproteína                | Viral attachment to ciliated cells of the host airway        | F and G glycoproteins are the two major surface proteins that control viral attachment and the initial stages of infection. F and G proteins are also the primary targets for neutralizing antibodies during natural infection. |
| Envoltura lipídica  | F        | Proteína de fusión           | Fusion of viral and host cell membranes; syncytium formation | F and G glycoproteins are the two major surface proteins that control viral attachment and the initial stages of infection. F and G proteins are also the primary targets for neutralizing antibodies during natural infection. |
| Envoltura lipídica  | SH       | Pequeña proteína hidrofóbica | Viroporin; ion channel                                       | Participates in cell fusion, but no known neutralizing epitope |
| Inner envelope face | M        | Proteína matriz              | Ensamblaje                                                   | |
| Ribonucleocapside   | N        | Nuceloproteína               | RNA-binding                                                  | Involved in genome transcription, RNA replication, and particle budding |
| Ribonucleocapside   | P        | Fosfoproteína                | Fosforilación                                                | Involved in genome transcription, RNA replication, and particle budding |
| Ribonucleocapside   | L        | proteína "Large"             | ARN polimerasa dependiente de ARN                            | Involved in genome transcription, RNA replication, and particle budding |
| Ribonucleocapside   | M2-1     | -                            | Transcription processivity factor                            | Involved in genome transcription, RNA replication, and particle budding |
| Regulatory          | M2-2     | -                            | Regulación de trascripción / Replicación de ARN              | |
| No estructurales    | NS-1     | -                            | Relacionado con la evasión del sistema inmune innato         | Act by inhibiting apoptosis & inhibiting Type I IFN signaling |
| No estructurales    | NS-2     | -                            | Relacionado con la evasión del sistema inmune innato         | Act by inhibiting apoptosis & inhibiting Type I IFN signaling |

## Diagnóstico
Los métodos de diagnóstico de infección con virus sincitial respiratorio son los siguientes:
- Inmunofluorescencia directa
- Cultivo en shell vial
- Test de antígenos
- Amplificación de ácidos nucleicos por PCR

## Prevención
Como el virus se encuentra en todas partes del mundo, no es posible evitar la infección. Epidemiológicamente, una vacuna es la mejor respuesta. Los científicos están trabajando en una vacuna viva atenuada, todavía en desarrollo. Existe un tratamiento profiláctico para niños de alto riesgo. Consiste en un anticuerpo monoclónal dirigido en contra de la proteína F del VSR. Se administra por medio de inyecciones mensuales, que comienzan antes de la temporada de VSR y generalmente se continúan durante cinco meses.

## Tratamiento
Hasta hoy, el tratamiento del virus respiratorio sincicial humano consiste en hidratación y oxigenación hasta que la enfermedad complete su ciclo. Un agente antiviral de amplio espectro, conocido como ribavirina, se empleó como terapia de apoyo en los pacientes más graves; sin embargo, muchos estudios han cuestionado su eficacia, y muchas instituciones ya no lo usan.
Desde hace pocos años, se cuenta con un medicamento inyectable (Palivizumab) que contiene anticuerpos específicos contra el VRS. Está indicado únicamente para pacientes de alto riesgo, especialmente lactantes menores de un año, prematuros y con enfermedad crónica pulmonar o cardíaca.
En noviembre de 2022 la Agencia Europea de Medicamentos aprobó Nirsevimab, un  anticuerpo monoclonal recombinante humano, con la indicación de prevención de la infección por el virus sincitial respiratorio en lactantes y recién nacidos. Se comercializa con el nombre de Beyfortus y se administra por vía intramuscular en dosis única.